# Дран, Эмиль
Эмиль Дран (фр. Émile Drain, полное имя Эмиль Пьер Шарль Дран фр. Émile Pierre Charles Drain; 1 февраля 1890, Париж, Франция — 22 ноября 1966, там же) — французский актёр театра и кино.

## Биография
Эмиль Дран известен как актёр, который больше всего сыграл роль Наполеона I в кино. Четыре раза из десяти он воплотил образ французского императора в фильмах Саша Гитри: в «Жемчужины короны» (1937), «Пройдемся по Елисейским Полям» (1938) и «Если бы мне рассказали о Версале» (1953). Снимался также в фильмах Виктора Турянского, Жака Беккера, Жульена Дювивье, Андре Кайата, Марселя Карне и др. в общем сыграв роли в почти 40 фильмах.
С 1920 по 1928 год Эмиль Дран входил в труппу театра Комеди Франсез. Играл также на сценах Театра Матуринов, Театра Пигаль, Театра Мадлен и Театр Мариньи.
Эмиль Дран похоронен на кладбище Пер-Лашез в Париже.